# چن نین چین
چن نین چین (انگلیسی: Chen Nien-chin؛ زادهٔ ۱۰ مهٔ ۱۹۹۷) ورزشکار بوکس اهل تایوان است.
وی در مسابقات کشوری و بین‌المللی در مجموع برندهٔ ۲ مدال طلا، ۲ مدال نقره، ۴ مدال برنز شده است.